# Diplazium furculicolum
Diplazium furculicolum är en majbräken som beskrevs av Cornelis Rugier Willem Karel van Alderwerelt van Rosenburgh. Arten ingår i släktet Diplazium och familjen Athyriaceae. Inga underarter finns listade i Catalogue of Life.